# Zdaniem Freda!
Zdaniem Freda! (ang. Fred: The Show, 2012) – amerykański serial komediowy stworzony przez Lucasa Cruikshanka. Wyprodukowany przez Varsity Pictures i The Collective.
Światowa premiera serialu miała miejsce 16 stycznia 2012 roku na amerykańskim Nickelodeon. W Polsce premiera serialu odbyła się 12 listopada 2012 roku na kanale Nickelodeon Polska.

## Opis fabuły
Serial opowiada o przygodach 16-letniego Freda Figglehorna (Lucas Cruikshank) i jego codziennym życiu.

## Bohaterowie

### Główni
- Fred Figglehorn (Lucas Cruikshank)
- Bertha (Daniella Monet)
- Kevin Dawg (Jake Weary)
- Hilda Figglehorn / Mama Freda / Babcia Freda (Siobhan Fallon Hogan)
- Mama Kevina / Pani Dawg (Stephanie Courtney)

## Wersja polska
Wersja polska: na zlecenie Nickelodeon Polska – Master Film

Reżyseria: Agata Gawrońska-Bauman

Dialogi polskie: Magdalena Dwojak

Dźwięk: Mateusz Michniewicz

Montaż: Paweł Siwiec

Kierownictwo produkcji: Katarzyna Fijałkowska

Nadzór merytoryczny: Aleksandra Dobrowolska i Katarzyna Dryńska

Wystąpili:
- Mateusz Rusin – Fred

oraz:
- Agnieszka Marek – Bertha
- Piotr Deszkiewicz – Kevin
- Zofia Zborowska –
  - Nicolette (odc. 1),
  - Cassandra Blue (odc. 23-24)
- Barbara Zielińska –
  - mama Freda,
  - babcia Freda (odc. 20)
- Grzegorz Kwiecień –
  - Przeterminowana Krowa (odc. 2),
  - prezydent (odc. 11),
  - Denis (odc. 15),
  - Lash Lendrish (odc. 24)
- Izabella Bukowska –
  - mama Kevina (odc. 3, 10),
  - pani Kovack (odc. 17)
- Adam Bauman –
  - dziennikarz (odc. 4),
  - sąsiad (odc. 5-6),
  - profesor muzyki (odc. 9-10),
  - dyrektor (odc. 15)
- Paweł Szczesny – inspektor zdrowia (odc. 7)
- Zuzanna Galia – Holly (odc. 8, 18, 22)
- Mateusz Narloch – najlepszy przyjaciel Freda (odc. 9, 12)
- Aleksandra Kowalicka – Heloiza (odc. 11, 17)
- Agata Gawrońska-Bauman – pani Capshaw (odc. 11)
- Anna Sroka – UltraMama (odc. 13)
- Justyna Bojczuk – Starr (odc. 14-16, 18, 22-24)
- Józef Pawłowski – Diesel (odc. 14, 17-18)
- Ilona Kuśmierska
- Przemysław Wyszyński
- Tomasz Jarosz

i inni
Lektor: Dariusz Odija

## Spis odcinków
| Seria | Odcinki | Premiera serii   | Finał serii     | Premiera serii    | Finał serii     |
| ----- | ------- | ---------------- | --------------- | ----------------- | --------------- |
| 1     | 24      | 16 stycznia 2012 | 3 sierpnia 2012 | 12 listopada 2012 | 13 grudnia 2012 |